# Забок
Забок (хорв. Zabok) — город и муниципалитет на северо-западе Хорватии в Крапинско-Загорской жупании на реке Крапина. Население — 2714 человек в самом городе и 8994 в городском муниципальном округе (2011), 98 % из которых хорваты. Забок находится на главном перекрёстке в центре Хорватского Загорья. Город является экономическим центром Крапинско-Загорской жупании.

## Этимология
Слово zabok означает «за изгибом реки». Впервые название «Забок» встречается в датированном 1335 годом тексте, в котором Забок был дарован Петару, сыну Нузлина королём Венгрии Карлом I. Семья Нузлина добавила к своему имени префикс de Zabok и до XV века назывались «Zaboky de Zabok».

## История
Впервые город упоминается в 1335 году.
В 1782 году Сигизмунд Войкович-Войкффи начал строительство церкви в Забоке, завершив его в 1805 году. С ликвидацией феодализма бывшим крепостным предоставлялась возможность выбора своего места жительства, и большинство людей селились вдоль дороги, соединяющей Гредисе и Брачак с новым центром, складывавшемся вокруг церкви, с целью создания нового центра города. Город достиг своей окончательной формы и размеров в период после Второй мировой войны, когда он вытянулся вдоль северной стороны местной железной дороги.

## Спорт
Городская баскетбольная команда выступает в сильнейшем дивизионе чемпионата страны.